# Dadelpalmssläktet
Dadelpalmssläktet (Phoenix) är ett växtsläkte i familjen palmer med cirka 140 arter som är utbredda från Kanarieöarna, Kap Verde, södra Europa, Afrika, Madagaskar, södra Asien och Filippinerna.
Släktet ingår i familjen palmer (Arecaceae).
Arter enligt Catalogue of Life:
- Phoenix acaulis
- Phoenix andamanensis
- Phoenix caespitosa
- Phoenix canariensis
- Phoenix dactylifera - dadelpalm
- Phoenix loureiroi
- Phoenix paludosa
- Phoenix pusilla
- Phoenix reclinata
- Phoenix roebelenii
- Phoenix rupicola
- Phoenix sylvestris
- Phoenix theophrasti

## Bildgalleri

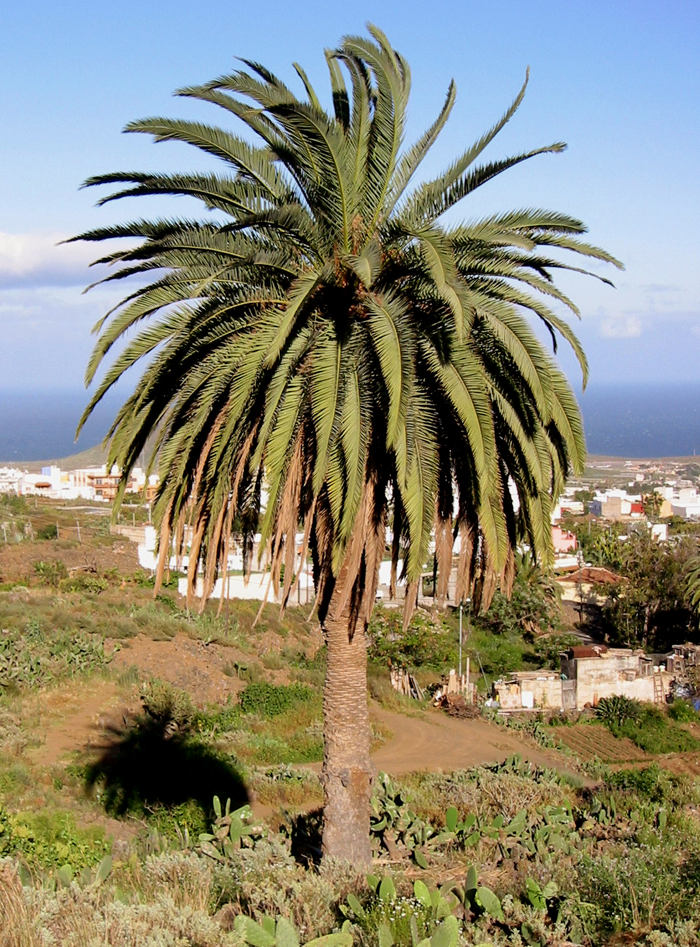
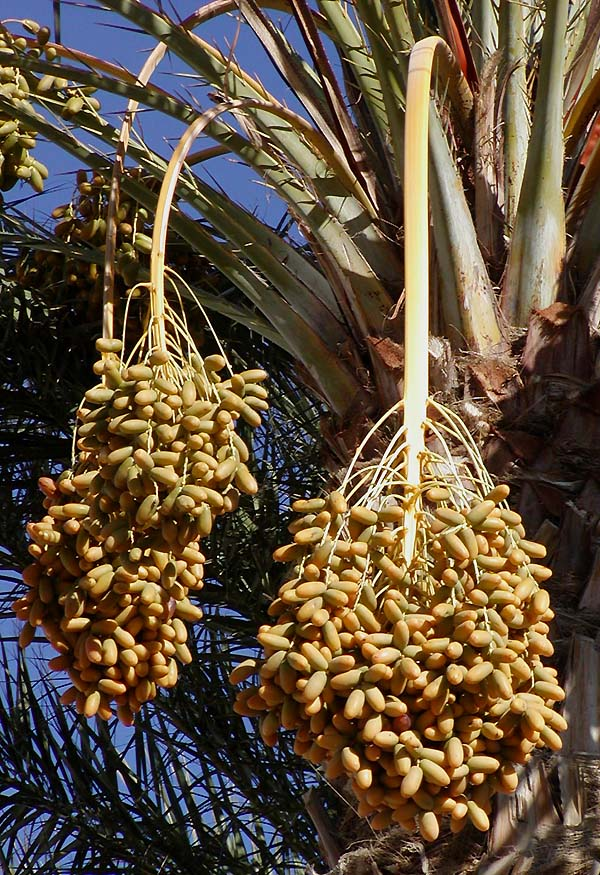
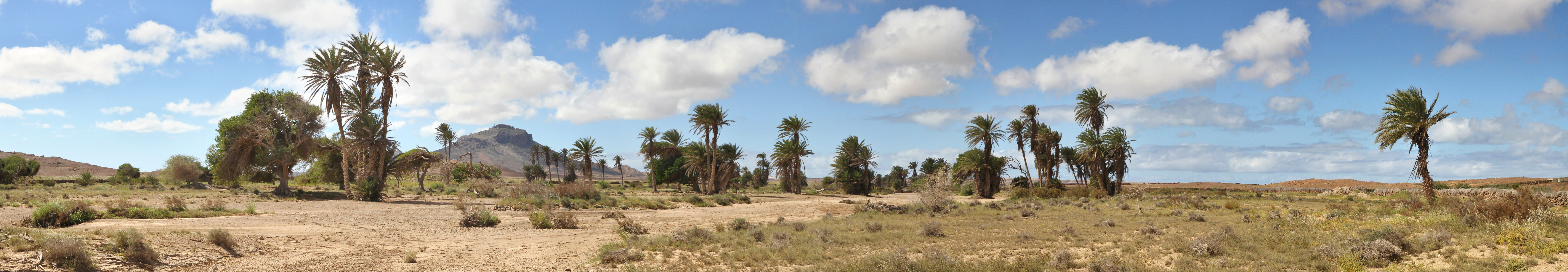
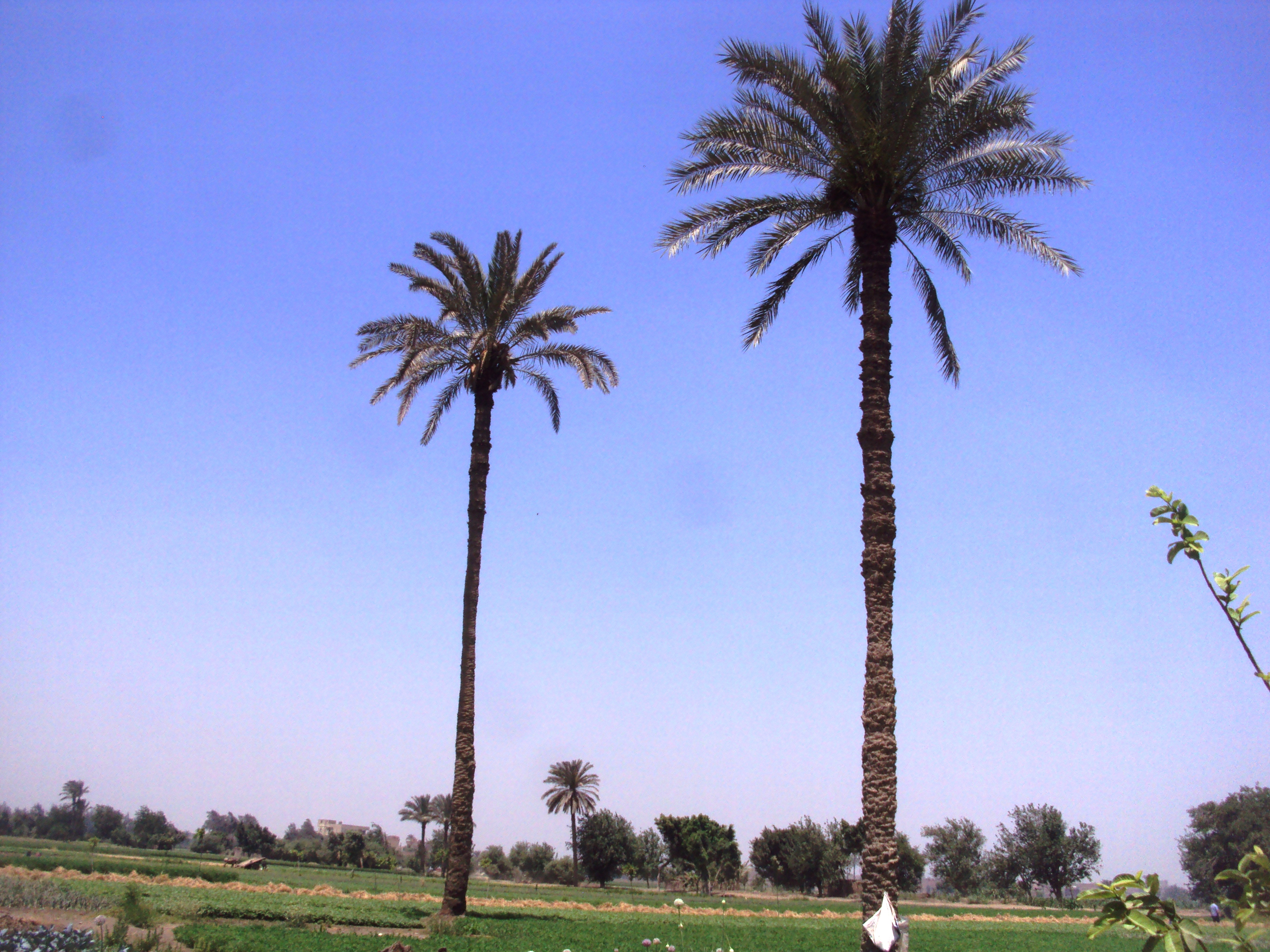
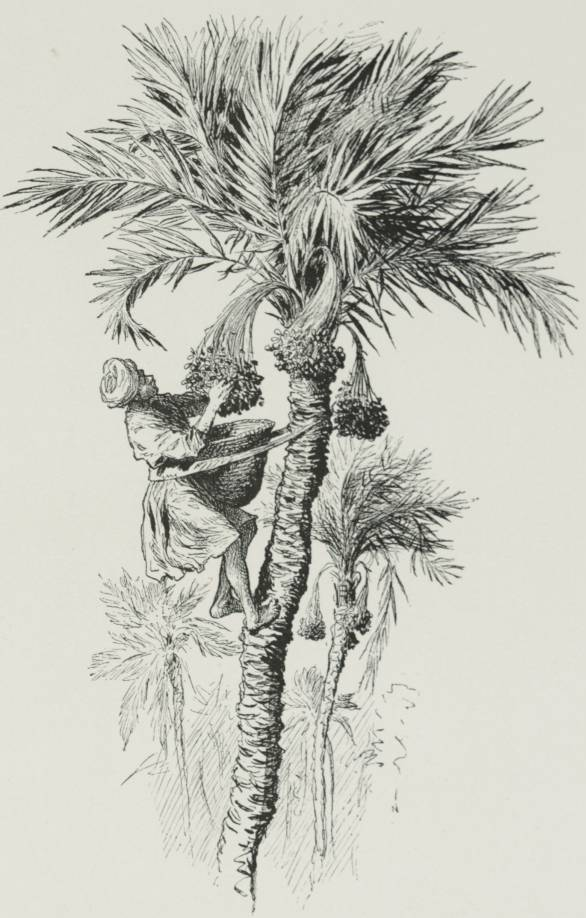
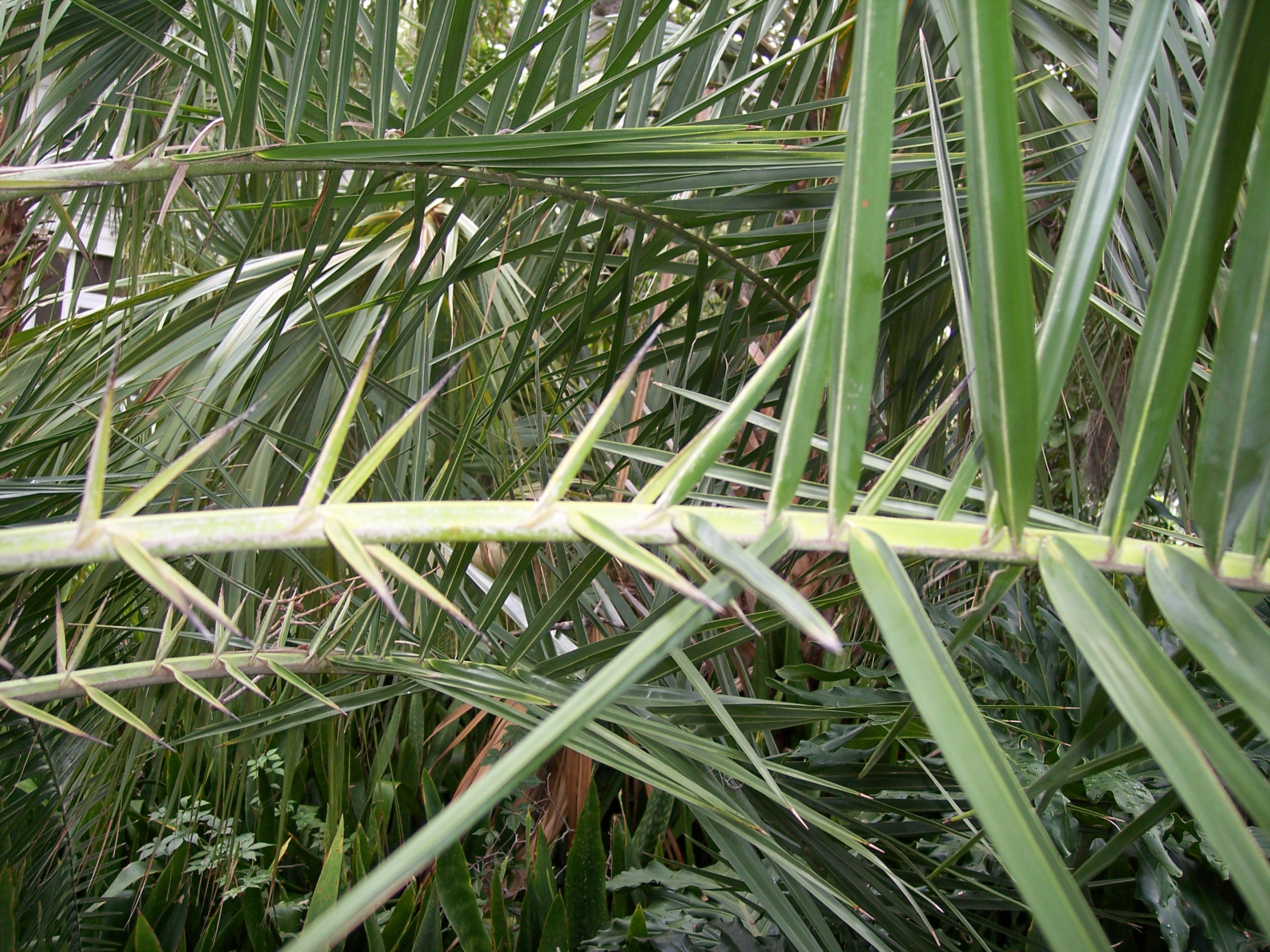